# Morro da Caixa-d'Água
O Morro da Caixa-d'Água é uma favela da cidade do Rio de Janeiro, localizada entre os bairros de Quintino e Piedade. Foi nessa comunidade onde nasceu o ex-deputado Albano Reis, falecido em 2004, que era conhecido como "O Papai Noel de Quintino"
Não deve ser confundido com outras comunidades com o mesmo nome, localizadas nos bairros da Penha Circular, Tanque e Padre Miguel.